# 三普罗托卡村委员会
三普罗托卡村委员会（俄语：Трёхпротокский сельсовет）是俄罗斯联邦阿斯特拉罕州普里沃尔日耶区所属的一个村委员会。其下辖有4个居民点，行政中心为三普罗托卡。据2015年统计，该村委员会的人口为4684人。